# Национално знаме на Киргизстан
Националното знаме на Киргизстан е прието като държавен символ на 22 декември 1992 година. Представлява червено правоъгълно платнище, в центъра на което има изобразен четиридесет лъчев слънчев диск, символизиращ четиридесетте древни киргизки племена. Според друга интерпретация лъчите представляват четиридесетте воини на митичния национален герой Манас. От лицевата страна на знамето слънчевите лъчи сочат по посока обратна на часовниковата стрелка, съответно от обратната страна на знамето – по посока на часовниковата стрелка. В центъра на слънчевия диск е изобразен тюндюк (на киргизки: түндүк), който представлява покрива на традиционната киргизка юрта.

## Знаме през годините
- (1936 – 1940)
- (1940 – 1952)
- (1952 – 1991)